# Ultrasinistra
Il concetto di ultrasinistra comprende, nel senso più ampio del termine, correnti comuniste rivoluzionarie, sia marxiste che anti-leniniste per alcune di esse, derivanti dallo spartachismo, dal luxemburghismo o dal bordighismo.
Alcune correnti, tra cui i militanti della Sinistra Comunista Italiana, preferiscono usare il termine "sinistra comunista", che caratterizza storicamente le correnti nate dopo la rottura con la Terza Internazionale. Il termine "ultrasinistra" è stato utilizzato dagli anni 1920 in un senso vicino a quello del marxismo consiliarista. Oltre al suo anti-leninismo, l'ultrasinistra si distingue dal resto dell'estrema sinistra per il suo rifiuto dell'elettoralismo, del sindacalismo, delle lotte di liberazione nazionale nonché per differenti approcci all'antifascismo. Non si riconosce in partiti politici o nelle forme di azione individuale. L'ultrasinistra non può essere riconosciuta nelle pratiche di lotta armata di minoranza dei gruppi di guerriglia. Non si riconosce nemmeno nell'anarchismo e critica tutto il marxismo ufficiale e dogmatico basandosi sulla critica formulata da Karl Marx contro le ideologie. Per l'ultrasinistra è lo sciopero generale che dovrebbe permettere al proletariato di impadronirsi dei mezzi di produzione. La corrente consiliare che si riferisce all'esperienza della democrazia diretta dei consigli operai apparve in Germania nel 1918. Per i consiglieri, queste assemblee operaie sono il primo passo di una rivoluzione dell'autogestione.
Tuttavia il termine è soggetto a definizioni contraddittorie, in particolare in Francia.

## Ultrasinistra storica
Il termine ultrasinistra è usato raramente in inglese. Invece le persone tendono a parlare ampiamente della sinistra comunista come una variante del marxismo tradizionale. L'equivalente francese, ultragauche, ha un significato più forte in quella lingua ed è usato per definire un movimento che esiste ancora oggi: un ramo del comunismo di sinistra sviluppato da teorici come Amadeo Bordiga, Otto Rühle, Anton Pannekoek, Herman Gorter e Paul Mattick, e proseguendo con scrittori più recenti, come Jacques Camatte e Gilles Dauvé. Questo punto di vista include due tradizioni principali, una tradizione olandese-tedesca che include Rühle, Pannekoek, Gorter e Mattick e una tradizione italiana che segue Bordiga. Queste tradizioni si sono unite nell'ultragauche francese degli anni 1960. Il teorico politico Nicholas Thoburn si riferisce a queste tradizioni come alla "attualità della...ultrasinistra storica".
Il termine ha avuto origine negli anni '20 nei movimenti dei lavoratori tedeschi e olandesi, originariamente riferendosi a un gruppo marxista contrario sia al bolscevismo che alla socialdemocrazia, e con alcune affinità con l'anarchismo. L'ultrasinistra è spesso usata da marxisti-leninisti e trotskisti contro altri comunisti che sostengono un programma che coloro che usano il termine possono considerare essere senza riguardo dell'attuale coscienza politica o delle conseguenze a lungo termine che deriverebbero dal seguire una proposta ovviamente, citando spesso quelle che vedono come condizioni materiali che impedirebbero la fattibilità di un tale programma.

L'ultrasinistra è definita in particolare dalla sua natura di marxismo antiautoritario, che generalmente implica un'opposizione allo Stato e al socialismo di stato, nonché alla democrazia parlamentare e al lavoro salariato. In opposizione al bolscevismo, l'ultrasinistra generalmente pone un forte accento sull'autonomia e l'auto-organizzazione del proletariato. Ha respinto la necessità di un partito rivoluzionario ed è stato descritto come contrapposto permanentemente "le masse" ai loro leader. Dauvé ha anche spiegato:
L'ultrasinistra nacque e crebbe in opposizione alla socialdemocrazia e al leninismo, che erano diventati stalinismo. Contro di loro ha affermato la spontaneità rivoluzionaria del proletariato. La sinistra comunista tedesca (appunto tedesca-olandese), e le sue derivate, sostenevano che l'unica soluzione umana stava nell'attività stessa dei proletari, senza che fosse necessario istruirli o organizzarli [...] Ereditando il mantello dell'ultrasinistra dopo la guerra, la rivista Socialisme ou Barbarie apparve in Francia tra il 1949 e il 1965.
Una variante delle idee di ultrasinistra è stata ampiamente ripresa nella Nuova Sinistra degli anni '60, e in particolare nel momento del maggio 1968 nei movimenti socialisti libertari come il Big Flame, l'Internazionale Situazionista e l'autonomismo.  Durante gli eventi del maggio 1968 in Francia, l'ultrasinistra è stata inizialmente associata all'opposizione e alla critica al Partito Comunista Francese (PCF). L'ultrasinistra è stata quindi utilizzata dalle correnti stabilite del movimento comunista per evitare che, a volte giustamente, contro la "auto-indulgente ultrasinistra [che] non poteva che rendere più difficile per la sinistra rivoluzionaria di vincere il rango e allontanare i membri del PCF dai loro leader".

## L'ultrasinistra all'interno del movimento marxista
Usato in senso peggiorativo, l'ultrasinistra è usata per etichettare le posizioni che vengono adottate senza tenere conto della situazione attuale o delle conseguenze che deriverebbero dal seguire un corso proposto. Il termine è usato per criticare le posizioni di sinistra che, ad esempio, tenderebbero a sopravvalutare il ritmo degli eventi, proporre iniziative che sovrastimano l'attuale livello di militanza o che impiegano appelli alla violenza nel loro attivismo.
La principale critica marxista di una tale posizione iniziò con L'estremismo, malattia infantile del comunismo di Vladimir Lenin: un disturbo infantile, che criticava coloro (come Anton Pannekoek o Sylvia Pankhurst) nella nascente Internazionale Comunista, che si opponevano alla cooperazione con i parlamentari o socialisti riformisti. Lenin caratterizzava l'ultrasinistra come una politica di purezza, la dottrinale "ripetizione" delle 'verità' del puro comunismo". I leninisti usavano tipicamente il termine contro i loro rivali di sinistra: "Betty Reid del Partito Comunista di Gran Bretagna scrisse in un opuscolo del 1969 Ultrasinistra in Britannia che il PCGB non ha fatto "alcuna pretesa esclusiva di essere l'unica forza a sinistra", ma ha respinto i gruppi a sinistra del CPGB come "ultrasinistra", con Reid che delinea l'ultrasinistra come gruppi trotskisti, anarchici o sindacalisti o quelli che 'sostengono la linea del Partito Comunista Cinese durante la crisi sino-sovietica'".
Trotzkisti e altri hanno dichiarato che l'Internazionale Comunista stava perseguendo una strategia di irrealistico estremismo durante il suo terzo periodo, che l'Internazionale Comunista in seguito ammise quando si rivolse alla strategia del fronte unito nel 1934-1935. Il termine è stato reso popolare negli Stati Uniti dal Partito Socialista dei Lavoratori al tempo della guerra del Vietnam, usando il termine per descrivere entrambi gli oppositori del movimento contro la guerra, incluso Gerry Healy. L'ultrasinistra è spesso associata al settarismo di sinistra, in cui un'organizzazione socialista potrebbe tentare di anteporre i propri interessi a breve termine a quelli a lungo termine della classe lavoratrice e dei suoi alleati.